# Kanton Brive-la-Gaillarde-Sud-Ouest
Der Kanton Brive-la-Gaillarde-Sud-Ouest war von 1982 bis 2015 ein französischer Wahlkreis im Département Corrèze und in der damaligen Region Limousin. Er umfasste fünf Gemeinden im Arrondissement Brive-la-Gaillarde; sein Hauptort (frz.: chef-lieu) war Brive-la-Gaillarde. Die landesweiten Änderungen in der Zusammensetzung der Kantone brachten im März 2015 seine Auflösung.

## Gemeinden
| Gemeinde           | Einwohner (Stand: 2022) | Code postal | Code Insee |
| ------------------ | ----------------------- | ----------- | ---------- |
| Brive-la-Gaillarde | 46.769 (*)              | 19100       | 19031      |
| Estivals           | 136                     | 19600       | 19077      |
| Jugeals-Nazareth   | 951                     | 19500       | 19093      |
| Nespouls           | 641                     | 19600       | 19147      |
| Noailles           | 945                     | 19600       | 19151      |

(*) angegeben ist hier die Gesamteinwohnerzahl, im Kanton lebten etwa 9000 Einwohner von Brive-la-Gaillarde.